# Pierre Lambert (préfet)
Pour les articles homonymes, voir Pierre Lambert et Lambert.
Hippolyte Lambert, dit Pierre Lambert, né le 2 février 1901 à Paris et mort le 30 novembre 1973 à Boulogne-Billancourt, est un militant socialiste, résistant français, Compagnon de la Libération et préfet français.

## Biographie
Né dans une famille des classes moyennes supérieures, Pierre Lambert entre dans l'administration des finances après son brevet élémentaire, qu'il obtient au Lycée Turgot de Paris.
Il s'engage en politique en 1924, en adhérant à la SFIO. Il est alors proche du courant Bataille socialiste, animé par Jean Zyromski, et sera plus tard secrétaire général de ce courant, qu'il représente à la commission administrative permanente à partir de 1938. Plusieurs fois candidat aux élections à Paris, et notamment aux législatives, lors du Front populaire, il n'est pas élu, mais entre au cabinet d'Albert Rivière, ministre des Pensions et Anciens Combattants.
Mobilisé en septembre 1939, il retrouve la vie civile en août 1940 et prend la direction du service de presse et de publicité du  ministère des Finances, à Paris.

### Résistance
Il reprend contact avec des responsables socialistes parisiens, comme Gérard Jaquet, Robert Verdier, Henri Ribière ou Léon-Maurice Nordmann. Il prend une part centrale dans l'organisation de la Manifestation du 11 novembre 1940, mais sa participation est rapidement connue de la police allemande, et il doit s'enfuir en zone sud dès janvier 1941. Il s'installe alors près de Saint-Raphaêl.
À partir de mars, il est contacté par Daniel Mayer, et entre à la direction du Comité d'action socialiste. Il prend aussi une part très active à l'activité de renseignement militaire au service de la Résistance. À la fin août 1943, il est chargé d'une fonction logistique essentielle, puisqu'il récupère et redistribue, en tant que délégué du CFLN, la plus grande partie des fonds parachutés en zone sud. Il succède ainsi à Tony de Graaff pour diriger le secrétariat de la délégation à Lyon, qui est alors « un organe essentiel de la Résistance ».
En septembre 1944, il participe à l'installation du comité de libération de Lyon, en compagnie d'Yves Farge. Il rejoint ensuite Paris, et entre au comité directeur de la SFIO.
Son engagement résistant lui vaut d'être décoré de la  Croix de guerre 1939-1945 avec palme, de la Légion d'honneur, de la Croix de la valeur militaire avec palme, de la Croix du combattant volontaire de la Résistance, de la Croix de guerre Belge avec palme, ainsi que du titre de Compagnon de la Libération (par décret du 11 août 1945).

### Préfet sous la Quatrième République
En octobre 1944, il est nommé Préfet chargé de mission par Adrien Tixier. Il poursuit sa carrière préfectorale en Saône-et-Loire de 1946 à 1953, puis à Oran à partir de cette date. En 1957, il est nommé Inspecteur général de l'administration, et supervise les services de l'État dans la région de l'Oranais.
Pendant toute cette période, il s'illustre par une approche extrêmement répressive du rôle de l’État vis-à-vis du nationalisme algérien et se retrouve en parfait accord avec la politique mise en œuvre par Guy Mollet, sous l'autorité de Robert Lacoste, dont il est un des proches depuis 1936.
Le 13 mai 1958, il est physiquement pris à partie par des manifestants Algérie française, et doit céder ses pouvoirs aux généraux putschistes. 
De retour en Métropole, il est nommé Préfet de la Haute-Vienne et conserve cette fonction jusqu'en 1961, année où il prend sa retraite. Pierre Lambert meurt le 30 novembre 1973 à l'Hôpital Ambroise-Paré à Boulogne-sur-Seine (Hauts-de-Seine) et est inhumé au Cimetière parisien de Thiais (Val-de-Marne).

## Décorations
- Officier de la Légion d'honneur
- Compagnon de la Libération par décret du 11 août 1945[2]
- Croix de guerre 1939–1945 avec palme
- Croix de la Valeur militaire avec palme
- Croix du combattant volontaire de la Résistance
- Croix de guerre (Belgique)